# アセンビリン
アセンビリン(Assemblin、EC 3.4.21.97)は、以下の化学反応を触媒する酵素である。
スカフォールドタンパク質の-Ala-Ser-結合及び-Ala-Ala-結合を選択的に切断する。
この酵素は、単純ヘルペスウイルスのビリオンによってコードされている。